# Hidatsa
Hidatsa (Minnetaree, Minitari, Gros Ventres of the Missouri, Big Belly of the Missouri; Veliki Trebuhi Missourija). Pleme Siouan Indijancev iz skupine Hidatsa, ki so v 19. stoletju prebivali na različnih točkah med rekama Heart in Little Missouri. Hidatse so najbližji sorodniki Vranam, plemenu, ki se je odcepilo od matičnega plemena Hidatsa in se naselilo na območju Yellowstowna. Danes živijo z Arikara in Mandan Indijanci na rezervatu Fort Berthold v Severni Dakoti.

## Ime
Sami sebe Hidatse imenujejo Nuxbaaga prvi ljudje').
Ime Hidatsa izvira iz imena ene od njihovih zgodnejših vasi, v pomenu  'vrbe'  (willows), kar bi bila tudi logična razlaga, saj so bili stalno naseljeno pleme ob reki. Kot eno od 3 stalno naseljenih (vaških) prerijskih plemen so jih Chippewa indijanci poimenovali A-gutch-a-ninne-wug ali "the settled people", podobno tudi Crow Indijanci A-me-she' ali "people who live in earth houses" in pri Arapahih Wa-nuk'-e-ye'-na "lodges planted together". Njihovi sosednji Mandan Indijanci so jih imenovali Minitari (črkovano tudi Minnetaree "they crossed the water," ime, ki se je ohranilo in se pogosto uporablja zanje v znanstveni literaturi, kot tudi v zgodovinskih knjigah. Zelo znano ime zanje je tudi Gros Ventres of the Missouri, ime, ki so jim ga dali trgovci in verjetno izvira iz prerijskega znakovnega jezika. Arikara ime Wetitsaán, je manj znano.

## Skupine
Lewis in Clark, vodji odprave 1804–1805, ki nosi njuno ime, sta med Hidatsami zabeležila 3 ločene skupine (bande), to so:
Amahami ali Awaxawi, katerih najbolj znana lokacija je bila na južnem bregu reke Nož (Knife River), ta banda je bila nekoč neodvisna. Druga banda je bila Awatixa ali Amatiha, prav tako z reke Knife in tretja, po kateri je pleme dobilo ime so Hidatsa ali Minnetaree, tisti, ki so dobili ime po vrbah, ki so rasle na bregu reke. Kasnejši avtorji, ki so obiskali Hidatse na rezervatu, so ugotovili, da se pripadniki teh band še vedno dobro medsebojno razlikujejo.

## Zgodovina
Hidatse po svojem habitatu spadajo v prerijski kulturni krog, po tradiciji pa so na območje Knifa prišli z Devil's Lake. Ko so prispeli na ustje Heart Rivera, so Hidatse srečali Mandane in se od njih naučili kmetovanja, natančneje gojenja koruze, poimenovanega po Mandanih (vrsta mandan-koruza). V času prihoda odprave Lewisa in Clarka so bili Hidatse že na reki Nož, vendar jih je leta 1837 prizadela boginje s katastrofalnimi posledicami, tako da je celotno pleme padlo na nekaj preživelih, ki so ustanovili eno vas. Leta 1845 so bili preživeli Hidatse z Mandani in Arikarami preseljeni na Fort Berthold, kjer živijo še danes. Središče plemena je mesto New Town.

## Etnografija
Kultura vseh treh plemen je precej enotna. Hidatse, Mandani in Arikare veljajo za stalno naseljena vaška plemena z Missourija. Lewis H. Morgan Minitarije šteje za potomce graditeljev gomil (Mound Builders) in meni, da so oni prinesli s seboj veščino gojenja koruze in jo naučili Mandane, tej teoriji pa se pridružuje tudi Claude Lévi-Strauss v svoji Struklturalni Antropologiji II. Njihova zimska bivališča so bila iz lesenih konstrukcij, delno vkopana v zemljo, in združena v vasi na terasastih območjih (Claude Lévi-Strauss). Obdelovali so zemljo, sadili svoje vrtove in se med zorenjem žetve ukvarjali z lovom na bizone. Z bližanjem zime so Hidatse svoja naselja premikali v bolj zaščitene gozdnate doline.
Hidatse so imeli kompleksno socialno organizacijo in ceremonije, kot je Ples sonca (Sun Dance). James George Frazer navaja verovanje, da ima vsak naravni predmet dušo, ki ji pripada določeno spoštovanje. Hidatse so tako verjeli tudi v duhove dreves in menili, da drevo čuti bolečino, zato so, ko so potrebovali deblo, uporabljali izključno deblo tistega drevesa, ki je samo padlo. To so predvsem topoli, ki so najvišja drevesa v dolinah Missurija v deželi Hidatse.
Hidatse so razdeljeni po klanih, v Morganovem času jih je bilo sedem. Poreklo se šteje po ženski liniji, poroka pa je znotraj klana prepovedana. Položaj poglavarja in premoženje se prav tako dedujeta znotraj klana. Klani, ki jih je zapisal Morgan, so:
1. Mit-che-ro'-ka (Nož; Knife) 2. Min ne-pä'-ta (Voda; Water) 3. Bä-ho-hä'-ta (Koliba; Lodge). 4. Seech-ka-be-ruh pä'-ka (Prerijski petelin; Prairie Chicken). 5. E-tish-sho'-ka (Gorjanci; Hill People). 6. Ah-nah-ha-na-me-te (Nepoznana žival; Unknown Animal) i 7. E-ku'-pä-be-ka (Kapa; Bonnet).

## Demografija
Po Mooneyu (1928) so Hidatse in Awaxawi leta 1780 šteli 2.100 duš, Lewis & Clark pa so ocenili število njihovih bojevnikov na 600, oziroma populacijo 2.100. Mooneyeva ocena je očitno prepisana od ekspedicije Lewisa in Clarka. NAHDB ocenjuje, da so oni in Crowi (treba je omeniti, da so se Vrane pod vodstvom poglavarja No Vitalsa ločile najkasneje do leta 1500 od Hidatse; po jezikoslovcih že do leta 1000) skupaj šteli 6.500 duš. Njihovo število leta 1780 je moralo biti precej višje od 2000, vendar je po epidemijah iz leta 1837 njihovo število padlo na nekaj sto, oziroma 500 (1900). Indijanski urad (Indian Office) je leta 1937 popisal 731 Hidatse, in njihovo število v novejšem času počasi narašča; 1.000 (1989; po BIA-ji); 1.100 (NAHDB, 2000).